# Viliami Tungī Mailefihi
Viliami Tungī Mailefihi CBE (Uiliame Tupoulahi Tungi, 1. November 1888, † 20. Juli 1941) war ein tongaischer Oberhäuptling (high chieftain) und Prince Consort von Königin Salote Tupou III. Er diente als Premierminister von Tonga von 1923 bis zu seinem Tod 1941.

## Leben

### Rang

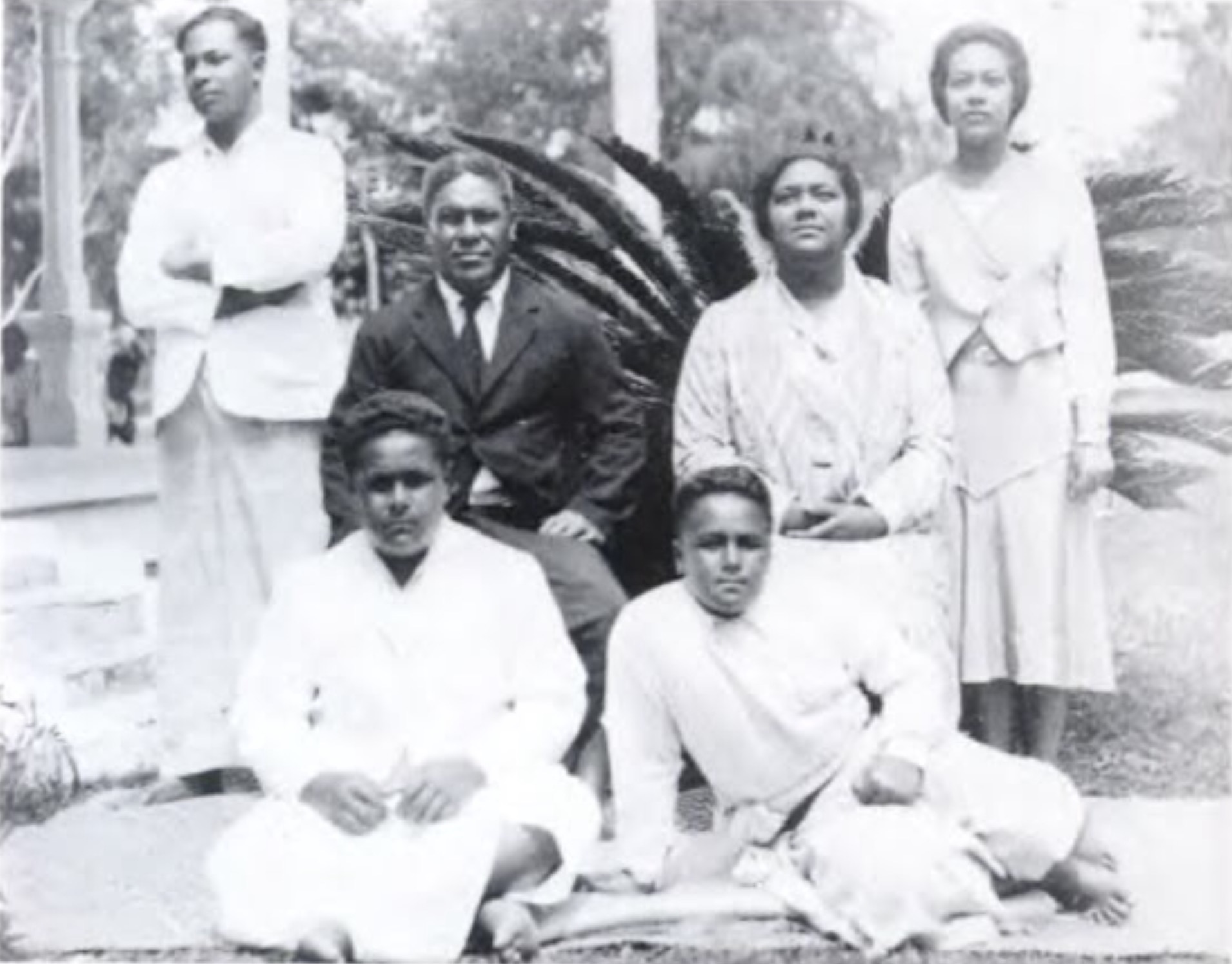
Die königliche Familie von Tonga, ca. 1930. Mitte: Prinz Tungī und Königin Sālote; l & vorne: die 3 Söhne Prinz Taufa’ahau, Prinz Sione und Prinz Tuku’aho; r: Die Schwester der Königin, Prinzessin Fusipala.

Prinz Tungi war der Sohn von Siaosi Tukuʻaho (Lord Tungi of Tatakamotonga), welcher von 1890 bis 1893 als Premierminister von Tonga gedient hatte. Tungīs Großvater war Tungī Halatuituia. Die Linie der Tungī-Chiefs stammte aus dem hochgelegenen Dorf Tatakamotonga. Sie waren Abkömmlinge der erloschenen Linie der Tuʻi Haʻatakalaua, die zu ihrer Zeit als Tu’i Ha’atakalaua (stellvertretende Herrscher unter den Tu’i Tonga (Tuʻi Tong-Königen) angesehen wurden. In dieser Funktion hatten sie eine äußerst loyale Anhängerschaft unter den Einwohnern von Muʻa, wenn nicht im gesamten Hahake-District (Osten) von Tongatapu. Seine Mutter, Lady Mele Siuʻilikutapu war die Enkelin des Tuʻi Vavaʻu, Fīnau ʻUlukālala III (Tuapasi). Als Neffe des jungen unverheirateten Königs George Tupou II. (Siaosi Tupou II), war Tungi auch Heir-to-the-Throne, bis zur Heirat des Königs und der Geburt von dessen erstem Kind, der Prinzessin Sālote, 1900. 1911 vertrat Prinz Tungi den König von Tonga bei der Krönung von König George V. in London.

### Bildung
Tungī erhielt seine Ausbildung am Tupou College in Tonga und am Newington College in Sydney ab 1896, im Alter von neun Jahren. Er war zu der Zeit einer von sieben adligen Tonganern in Newington. Er war ein Anhänger der Wesleyan Methodist Church.

### Heirat
König Siaosi Tupou II. wählte ihn aus, dessen ältere Tochter und mögliche Erbin, Prinzessin Sālote, zu heiraten. Der König bevorzugte diese Verbindung selbst obwohl sie 12 Jahre jünger als Tungi war. Die christliche Trauungszeremonie wurde am 19. September 1916 gefeiert. Die traditionelle tonganische Heiratszeremonie (Tuʻuvala) wurde am 21. September vollzogen. Nicht einmal ein Jahr später verstarb König Siaosi Tupou II. und seine Tochter (Prinzessin Sālote) wurde zur regierenden Königin von Tonga gekrönt.

### Amtszeit
Die ersten Jahre von Salotes Regierung waren voller politischer Schwierigkeiten. Es gab ein Schisma zwischen den beiden Zweigen der Methodist Church und eine republikanische Bewegung drohte die junge Monarchin abzusetzen. Die Persönlichkeit und der hohe Status von Prinz Tungi halfen die Wertschätzung der Bevölkerung gegenüber ihrer jungen Königin aufzubauen.
Eines der wichtigsten Ereignisse in diesen Jahren war die Geburt ihrer Kinder. Die Königin und ihr Ehemann trugen gemeinsam die Blutlinien von allen drei altehrwürdigen königlichen Dynastien: der Tuʻi Tonga, der Tuʻi Haʻatakalaua und der Tuʻi Kanokupolu. Ihr erster Sohn (der Prinz Tukuʻaho) starb zwar 1936, aber die anderen beiden Söhne (Prinz Taufaʻahau und Prinz Sione) führten die kombinierten Blutlinien der drei alten Königsdynastien weiter.
Prinz Tungi diente für seine Frau von 1923 bis zu seinem Tod 1941 als Premierminister. Seine eigene Erfahrung half ihm, die Königin in ihrer Berufung für Königtum und Regierung zu unterstützen. Sein Tod 1941 während des Zweiten Weltkrieges war ein schwerer Schlag für Königin Salote, aber sie lernte (ähnlich wie Königin Victoria) ihr Volk trotz ihrer Trauer zu regieren.
| Vorgänger         | Amt                                    | Nachfolger                  |
| ----------------- | -------------------------------------- | --------------------------- |
| Tevita Tuʻivakano | Premierminister von Tonga 1923–1941    | Solomone Ula Ata            |
| ʻAnaseini Takipō  | Königsgemahl (Queen Consort) 1918–1941 | Halaevalu Mataʻaho ʻAhomeʻe |